# Лучано Мулароні
Лучано Мулароні (італ. Luciano Mularoni; нар. 31 серпня 1971, Сан-Марино, Сан-Марино) — санмаринський футболіст та тренер, виступав на позиції півзахисника, помічник головного тренера італійського СПАЛа.

## Клубна кар'єра
Футбольну кар'єру розпочав у «Ріміні», у футболці якого дебютував 8 жовтня 1989 року в програному (0:2) виїзному поєдинку 4-го туру групи C Серії C2 проти «Джудіанови». Лучано вийшов на поле в стартовому складі, а на 56-й хвилині його замінив Фабіо Феррі. У сезоні 1989/90 років провів 2 поєдинки в Серії C2.
Потім виступав за нижчолігові італійські клуби «Реал Монтеккіо», «Сан-Марино Кальчо», «Саммаурезе», а також санмаринський «Ювенес-Догана».

## Кар'єра в збірній
З 1996 по 2000 рік провів 5 поєдинків у складі національної збірної Сан-Марино.

## Кар'єра тренера
По завершенні кар'єри гравця розпочав тренерську діяльність. На початку кар'єри тренера очолював санмаринські «Доманьяно» та «Ювенес-Догана», а також у нижчоліговому італійському клубі «Петрікара». Потім працював на адміністративних та тренерських посадах «Болоньї», «Сестрі Леванте» та «Луккезе». У 2015 році очолив «Луккезе», а згодом очолював «Фольгоре», «Віртус» та «Ла Фіоріта». З 2019 року працював асистентом головного тренера в «Трапані», «Катанії», «Віченці», «Перуджі», «Тренто», «Лекко» та СПАЛа.

## Досягнення
«Сан-Марино»
- Еччеленца (група Б)
  -  Чемпіон (1): 1992/93